# 북위 26도
북위 26도는 적도로부터 북쪽으로 26도 떨어진 위선이다. 아프리카, 아시아, 인도양, 태평양, 북아메리카, 대서양을 지난다. 이 위도에서의 일조시간은 하지일 때 13시간 37분, 동지일 때 10시간 39분이다.
북위 26도선은 모리타니와 서사하라 국경의 일부를 형성한다.

## 지나가는 지역

북위 26도선은 서사하라와 모리타니 국경의 일부를 형성한다.

북위 26도선은 본초 자오선에서 동쪽 방향으로 다음 지역들을 지나간다.

| 좌표                                                    | 국가·지역·해역                                                                 | 비고 |
| ------------------------------------------------------- | ------------------------------------------------------------------------------ | --- |
| 북위 26° 0′ 동경 0° 0′  / 북위 26.000° 동경 0.000°      | 알제리                                                                         | |
| 북위 26° 0′ 동경 9° 32′  / 북위 26.000° 동경 9.533°     | [[파일:{{{국기그림-과도정부}}}\|22x20px\|border \|리비아\|링크=리비아]] 리비아 | |
| 북위 26° 0′ 동경 25° 0′  / 북위 26.000° 동경 25.000°    | 이집트                                                                         | |
| 북위 26° 0′ 동경 34° 20′  / 북위 26.000° 동경 34.333°   | 홍해                                                                           | |
| 북위 26° 0′ 동경 36° 42′  / 북위 26.000° 동경 36.700°   | 사우디아라비아                                                                 | |
| 북위 26° 0′ 동경 50° 4′  / 북위 26.000° 동경 50.067°    | 페르시아만                                                                     | 바레인만 |
| 북위 26° 0′ 동경 50° 28′  / 북위 26.000° 동경 50.467°   | 바레인                                                                         | |
| 북위 26° 0′ 동경 50° 38′  / 북위 26.000° 동경 50.633°   | 페르시아만                                                                     | 바레인만 |
| 북위 26° 0′ 동경 51° 2′  / 북위 26.000° 동경 51.033°    | 카타르                                                                         | |
| 북위 26° 0′ 동경 51° 24′  / 북위 26.000° 동경 51.400°   | 페르시아만                                                                     | Bani Forur섬과 Sirri섬( 이란) 사이를 통과 Tunb Islands섬과 Abu Musa섬( 이란 · 아랍에미리트 영유권 주장)                                  |
| 북위 26° 0′ 동경 56° 4′  / 북위 26.000° 동경 56.067°    | 아랍에미리트                                                                   | |
| 북위 26° 0′ 동경 56° 10′  / 북위 26.000° 동경 56.167°   | 오만                                                                           | 무산담 반도 |
| 북위 26° 0′ 동경 56° 25′  / 북위 26.000° 동경 56.417°   | 인도양                                                                         | 오만만 |
| 북위 26° 0′ 동경 57° 14′  / 북위 26.000° 동경 57.233°   | 이란                                                                           | |
| 북위 26° 0′ 동경 61° 48′  / 북위 26.000° 동경 61.800°   | 파키스탄                                                                       | 발루치스탄주 신드주 |
| 북위 26° 0′ 동경 70° 5′  / 북위 26.000° 동경 70.083°    | 인도                                                                           | 라자스탄주 마디아프라데시주 우타르프라데시주 비하르주 서벵골주                                                                           |
| 북위 26° 0′ 동경 88° 9′  / 북위 26.000° 동경 88.150°    | 방글라데시                                                                     | |
| 북위 26° 0′ 동경 89° 32′  / 북위 26.000° 동경 89.533°   | 인도                                                                           | 서벵골주 - 약 4km |
| 북위 26° 0′ 동경 89° 35′  / 북위 26.000° 동경 89.583°   | 방글라데시                                                                     | |
| 북위 26° 0′ 동경 89° 49′  / 북위 26.000° 동경 89.817°   | 인도                                                                           | 아삼주 메갈라야주 아삼주 나갈랜드주 |
| 북위 26° 0′ 동경 95° 8′  / 북위 26.000° 동경 95.133°    | 미얀마                                                                         | |
| 북위 26° 0′ 동경 98° 36′  / 북위 26.000° 동경 98.600°   | 중화인민공화국                                                                 | 윈난성 구이저우성 광시 좡족 자치구 후난성 장시성 푸젠성 - 푸저우시 남쪽 통과                                                             |
| 북위 26° 0′ 동경 119° 43′  / 북위 26.000° 동경 119.717° | 동중국해                                                                       | 센카쿠 열도( 중화인민공화국과 중화민국이 영유권을 주장) 북쪽 통과                                                                        |
| 북위 26° 0′ 동경 127° 40′  / 북위 26.000° 동경 127.667° | 태평양                                                                         | 일본 오키나와섬 북쪽을 통과 일본 기타다이토섬 북쪽을 통과 미국 하와이주 리시안스키섬 남쪽을 통과 미국 하와이주 레이선섬 환초 북쪽을 통과 |
| 북위 26° 0′ 서경 112° 12′  / 북위 26.000° 서경 112.200° | 멕시코                                                                         | 바하칼리포르니아수르주 |
| 북위 26° 0′ 서경 111° 20′  / 북위 26.000° 서경 111.333° | 칼리포르니아만                                                                 | |
| 북위 26° 0′ 서경 111° 10′  / 북위 26.000° 서경 111.167° | 멕시코                                                                         | 바하칼리포르니아수르주 |
| 북위 26° 0′ 서경 111° 5′  / 북위 26.000° 서경 111.083°  | 칼리포르니아만                                                                 | |
| 북위 26° 0′ 서경 109° 26′  / 북위 26.000° 서경 109.433° | 멕시코                                                                         | 시날로아주 치와와주 두랑고주 코아우일라주 누에보레온주 타마울리파스주                                                                    |
| 북위 26° 0′ 서경 97° 39′  / 북위 26.000° 서경 97.650°   | 미국                                                                           | 텍사스주 |
| 북위 26° 0′ 서경 97° 9′  / 북위 26.000° 서경 97.150°    | 멕시코만                                                                       | |
| 북위 26° 0′ 서경 81° 45′  / 북위 26.000° 서경 81.750°   | 미국                                                                           | 플로리다주 - 할리우드 통과 |
| 북위 26° 0′ 서경 80° 7′  / 북위 26.000° 서경 80.117°    | 대서양                                                                         | |
| 북위 26° 0′ 서경 77° 24′  / 북위 26.000° 서경 77.400°   | 바하마                                                                         | 아바코 제도 |
| 북위 26° 0′ 서경 77° 11′  / 북위 26.000° 서경 77.183°   | 대서양                                                                         | |
| 북위 26° 0′ 서경 14° 30′  / 북위 26.000° 서경 14.500°   | 서사하라                                                                       | 모로코가 영유권을 주장 |
| 북위 26° 0′ 서경 12° 0′  / 북위 26.000° 서경 12.000°    | 서사하라와 모리타니의 국경                                                     | |
| 북위 26° 0′ 서경 8° 40′  / 북위 26.000° 서경 8.667°     | 모리타니                                                                       | |
| 북위 26° 0′ 서경 6° 26′  / 북위 26.000° 서경 6.433°     | 알제리                                                                         | |

## 같이 보기
- 북위 25도
- 북위 27도